# Max Offner
Max Offner, född 23 december 1864 i Augsburg, död 15 november 1932 i Günzburg, var en tysk filosof och psykolog. 
Offner, som var filosofie doktor, var gymnasieprofessor i Aschaffenburg, Ingolstadt, München (vid Königliche Ludwigs-Gymnasium), Straubing och Günzburg. Han var påverkad av Theodor Lipps. Av hans skrifter kan nämnas Das Gedächtnis (1909; fierde upplagan 1924) och Die geistige Ermüdung (1910).